# Doc Rivers
Glenn Anton Rivers (* 13. října 1961 Chicago) je americký basketbalový trenér a bývalý hráč. Je známý pod přezdívkou Doc, kterou získal podle Julia Ervinga zvaného Dr. J. Měří 193 cm a váží 84 kg.
Pochází ze sportovní rodiny, profesionální basketbal hrál i jeho strýc Jim Brewer, bratranec Byron Irvin a syn Austin Rivers.
Hrál na postu rozehrávače za univerzitní tým Marquette Golden Eagles a v roce 1980 získal titul Mr. Basketball USA. Reprezentoval USA na mistrovství světa v basketbalu mužů 1982, kde získal stříbrnou medaili a byl vybrán do all-stars týmu šampionátu. National Basketball Association hrál v letech 1983–1991 za Atlanta Hawks, v sezóně 1991/92 za Los Angeles Clippers, v letech 1992–1994 za New York Knicks a v letech 1994–1996 za San Antonio Spurs. V roce 1988 byl nominován k NBA All-Star Game a v roce 1990 mu byla udělena J. Walter Kennedy Citizenship Award.
Trénovat začal v roce 1999 Orlando Magic a v roce 2000 byl vyhlášen trenérem roku. V roce 2003 byl propuštěn a živil se jako komentátor pro American Broadcasting Company. V roce 2004 nastoupil k týmu Boston Celtics, který v roce 2008 dovedl k vítězství v NBA. Od roku 2013 vede Los Angeles Clippers.

## Hráčská kariéra

### Kariéra na střední a vysoké škole
Rivers byl McDonald's All-American pro Proviso East High School v metropolitní oblasti Chicaga. Svou přezdívku dostal, když se zúčastnil letního basketbalového kempu na Marquette University, zatímco měl na sobě tričko „Dr. J“ hráče Philadelphie 76ers Julia Ervinga.Rivers se střídal na tom, zda přezdívka pochází od hlavního trenéra Golden Eagles Al McGuire nebo asistenta Ricka Majeruse.
Rivers později hrál univerzitní míč pro Marquette. Po své třetí sezóně v Marquette byl Rivers draftován ve druhém kole (celkově 31.) draftu NBA v roce 1983 týmem Atlanta Hawks. Vystudoval Marquette dokončením kurzu, když byl aktivním hráčem NBA.

### Profesionální kariéra
Po třech sezónách v Marquette vstoupil Rivers do draftu NBA a byl volbou druhého kola Atlanty Hawks. Rivers hrál rozehrávače za Atlanta Hawks v letech 1983 až 1991, asistoval hvězdě Dominique Wilkinsovi, když tým dosáhl velkého úspěchu v pravidelné sezóně. Riversův první start v NBA byl proti Juliu Ervingovi (Dr. J), který o Riversovi hovořil jako o „Doc“ a „přiměl [ho] cítit se jako milion dolarů“.
4. března 1986 zaznamenal Rivers v zápase proti Philadelphii 76ers rekordních 21 asistencí. V sezóně 1986–87 měl v průměru double-double s 12,8 body a 10,0 asistencemi na zápas. V roce 1988, Rivers hrál v NBA All-Star Game. V roce 1990 obdržel cenu J. Walter Kennedy Citizenship Award. Po 8 sezónách s Hawks zůstává Rivers jejich absolutním lídrem v počtu asistencí s 3 866.
Rivers později strávil jeden rok jako startér za Los Angeles Clippers (1991–1992), dva roky hrál za New York Knicks (1992–1994) a dva roky hrál za San Antonio Spurs (1994–1996). Rivers odešel po sezóně 1996. Během své profesionální kariéry odehrál Rivers 864 zápasů základní části, ve kterých zaznamenal průměrně 10,9 bodu, 5,7 asistencí a 3 doskoky na zápas.

### Kariéra národního týmu
Rivers hrál za národní tým Spojených států během mistrovství světa FIBA 1982 v Kolumbii. Byl jmenován MVP turnajů poté, co dovedl Spojené státy ke hře o zlatou medaili, kde prohrály proti Sovětskému svazu 94–95 poté, co Riversův osmistopý skokan u bzučáku vypadl.